# آگروماتو
آگروماتو (به لاتین: Agrumatue) یک رود در غنا است که در استان شرق علیا واقع شده‌است.